# Pauline Starke (Judoka)

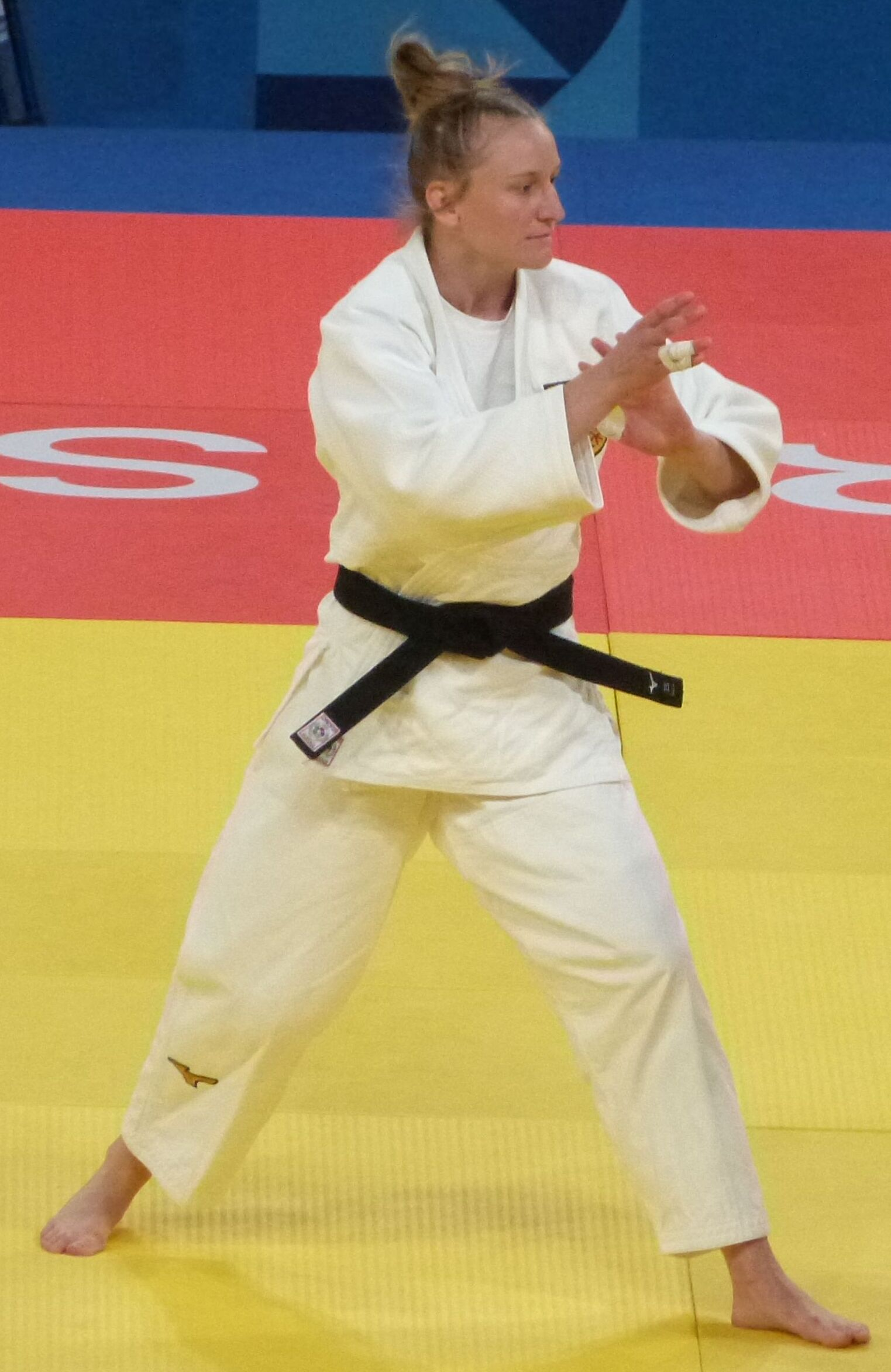
Pauline Starke (2024)

Pauline Starke (* 31. Juli 1997 in Nürnberg) ist eine deutsche Judoka, die in der Gewichtsklasse bis 57 Kilogramm antritt, dem Leichtgewicht. Sie ist seit 2017 Sportsoldatin der Bundeswehr in der Sportfördergruppe Köln und 2024 im Dienstgrad Feldwebel.

## Sportliche Karriere
Pauline Starke war 2014 Dritte der U18-Europameisterschaften. 2016 siegte sie bei den Junioreneuropameisterschaften in Malaga. Bei den U21-Weltmeisterschaften belegte sie 2017 den siebten Platz. 2018 wurde sie Fünfte der U23-Europameisterschaften. 2019 belegte sie bei den Deutschen Meisterschaften den dritten Platz hinter Theresa Stoll und Sappho Çoban. Nachdem Theresa Stoll wegen Verletzung absagen musste, rückte Pauline Starke ins Team für die Europameisterschaften 2019, die im Rahmen der Europaspiele 2019 in Minsk ausgetragen wurden. Dort unterlag sie nach zwei Siegen zum Auftakt im Viertelfinale gegen Nora Gjakova aus dem Kosovo. Mit einem Sieg in der Hoffnungsrunde über die Polin Anna Borowska erreichte Starke den Kampf um eine Bronzemedaille und bezwang hier Sappho Coban. Damit gewann sie in Minsk die einzige Medaille für die deutschen Judoka. 14 Tage nach den Europaspielen belegte Pauline Starke den siebten Platz bei der Universiade. 2022 wurde Starke Fünfte bei den Europameisterschaften in Sofia, genau wie 2023 in Montpellier und 2024 in Zagreb. Bei den Olympischen Spielen 2024 in Paris schied sie im Achtelfinale aus.
Starke tritt für das Judo-Team Hannover an.